# 王菲演唱會列表
此列表記錄中國流行女歌手王菲的歷年演唱會。
目前，王菲已舉辦5次大型巡迴售票演唱會，累計開展147場個人售票演唱會。
1993年，王菲首次在香港開唱，第一次舉辦個人大型演唱會「王靖雯Satchi香港演唱會」。1994到1995年，王菲召開共29場的「最精彩的演唱會」，於香港紅磡體育館一連舉辦18場演出，打破新人演唱會場數最多和換服裝最少（4套）紀錄，至今無新人能破。1998到2001年的「唱遊大世界王菲巡迴演唱會」、2001年的「全面體演唱會」與2003到2004年「菲比尋常亞洲巡迴演唱會」亦引起極大轟動，演唱會舉行地點遍布亞太及美洲等多個國家及地區。2010年復出舉行「王菲巡唱」巡迴演唱會，其演唱會票價更是打破多個地區的最高紀錄。2016年12月30日於上海舉辦「幻樂一場王菲2016演唱會」，高達人民幣7800元的內場票價打破華語歌手最高紀錄。

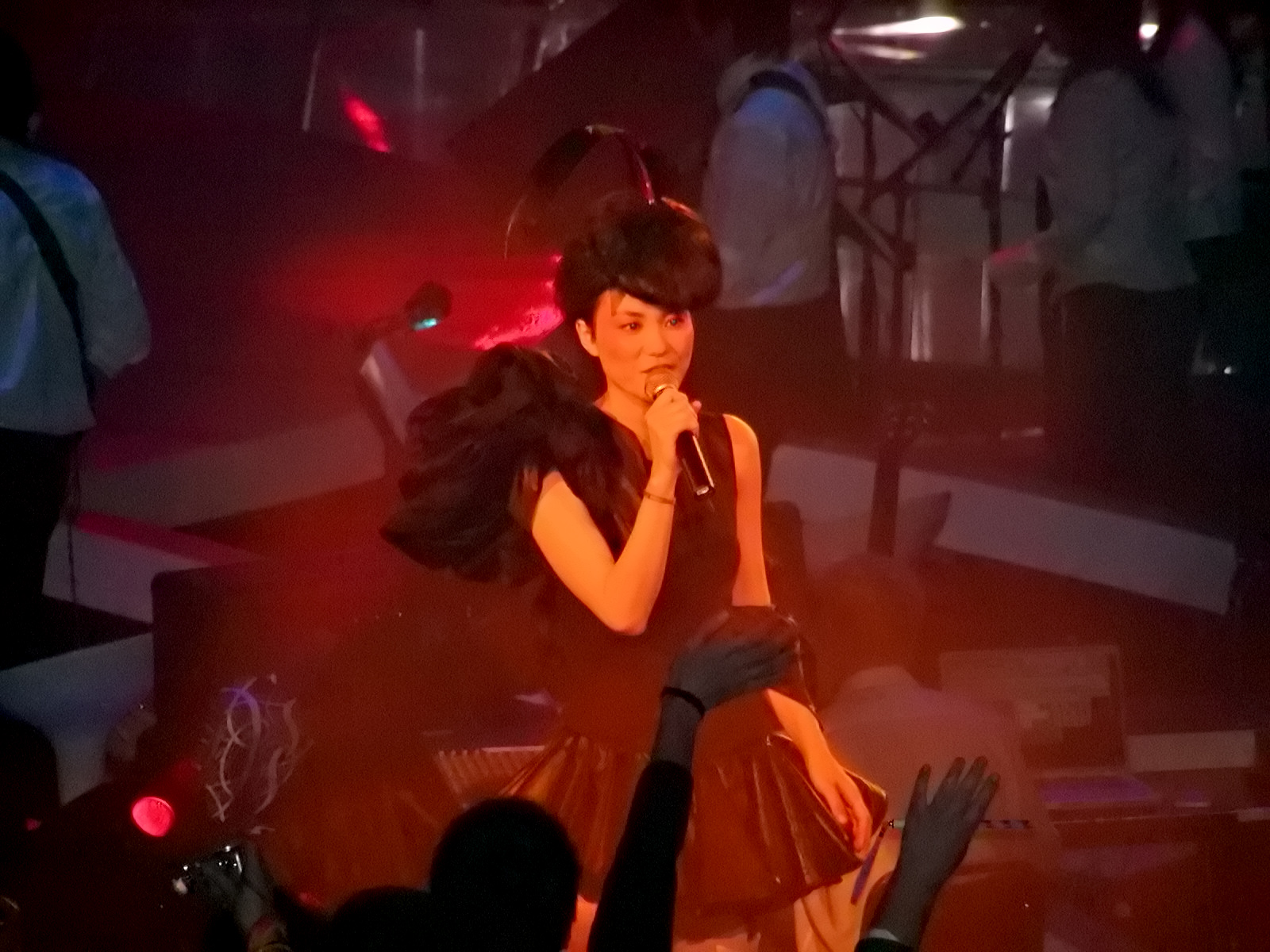
2003年「菲比尋常」演唱會

## 最精彩的演唱會（30場）
| 日期           | 城市     | 國家／地區 | 場館                           |
| -------------- | -------- | ---------- | ------------------------------ |
| 1994年11月13日 | 溫哥華   | 加拿大     | (1)                            |
| 1994年11月16日 | 埃德蒙顿 | 加拿大     | (2)                            |
| 1994年11月17日 | 多倫多   | 加拿大     | Massey Hall (3)                |
| 1994年11月23日 | 大西洋城 | 美国       | Trump Taj Mahal (4)            |
| 1994年11月25日 | 舊金山   | 美国       | (5)                            |
| 1994年11月27日 | 紐約     | 美国       | (6)                            |
| 1994年12月22日 | 香港     | 英屬香港   | 紅磡體育館 (7-24)              |
| 1994年12月23日 | 香港     | 英屬香港   | 紅磡體育館 (7-24)              |
| 1994年12月24日 | 香港     | 英屬香港   | 紅磡體育館 (7-24)              |
| 1994年12月25日 | 香港     | 英屬香港   | 紅磡體育館 (7-24)              |
| 1994年12月26日 | 香港     | 英屬香港   | 紅磡體育館 (7-24)              |
| 1994年12月27日 | 香港     | 英屬香港   | 紅磡體育館 (7-24)              |
| 1994年12月28日 | 香港     | 英屬香港   | 紅磡體育館 (7-24)              |
| 1994年12月29日 | 香港     | 英屬香港   | 紅磡體育館 (7-24)              |
| 1994年12月30日 | 香港     | 英屬香港   | 紅磡體育館 (7-24)              |
| 1994年12月31日 | 香港     | 英屬香港   | 紅磡體育館 (7-24)              |
| 1995年1月1日   | 香港     | 英屬香港   | 紅磡體育館 (7-24)              |
| 1995年1月2日   | 香港     | 英屬香港   | 紅磡體育館 (7-24)              |
| 1995年1月3日   | 香港     | 英屬香港   | 紅磡體育館 (7-24)              |
| 1995年1月4日   | 香港     | 英屬香港   | 紅磡體育館 (7-24)              |
| 1995年1月5日   | 香港     | 英屬香港   | 紅磡體育館 (7-24)              |
| 1995年1月6日   | 香港     | 英屬香港   | 紅磡體育館 (7-24)              |
| 1995年1月7日   | 香港     | 英屬香港   | 紅磡體育館 (7-24)              |
| 1995年1月8日   | 香港     | 英屬香港   | 紅磡體育館 (7-24)              |
| 1995年1月13日  | 新加坡   | 新加坡     | 新加坡室內體育館 (25,26)       |
| 1995年1月14日  | 新加坡   | 新加坡     | 新加坡室內體育館 (25,26)       |
| 1995年10月28日 | 台北     | 中華民國   | 台北市立體育場 (27,28)         |
| 1995年10月29日 | 台北     | 中華民國   | 台北市立體育場 (27,28)         |
| 1995年11月9日  | 吉隆坡   | 马来西亚   | 馬來西亞國家室內體育館 (29,30) |
| 1995年11月10日 | 吉隆坡   | 马来西亚   | 馬來西亞國家室內體育館 (29,30) |

## 唱遊大世界（46場）
| 日期               | 城市               | 國家／地區                       | 場館                                |
| 第一階段：「唱遊」 | 第一階段：「唱遊」 | 第一階段：「唱遊」               | 第一階段：「唱遊」                  |
| ------------------ | ------------------ | -------------------------------- | ----------------------------------- |
| 1998年10月10日     | 廣州               | 中华人民共和国                   | 天河體育場 (1,2)                    |
| 1998年10月11日     | 廣州               | 中华人民共和国                   | 天河體育場 (1,2)                    |
| 1998年10月20日     | 深圳               | 中华人民共和国                   | 深圳體育館 (3)                      |
| 1998年11月10日     | 昆明               | 中华人民共和国                   | 昆明市體育場 (4)                    |
| 1998年11月27日     | 北京               | 中华人民共和国                   | 首都體育館 (5,6)                    |
| 1998年11月28日     | 北京               | 中华人民共和国                   | 首都體育館 (5,6)                    |
| 1998年12月12日     | 上海               | 中华人民共和国                   | 上海體育館 (7,8)                    |
| 1998年12月13日     | 上海               | 中华人民共和国                   | 上海體育館 (7,8)                    |
| 1998年12月24日     | 香港               | 中华人民共和国                   | 紅磡體育館 (9-25)                   |
| 1998年12月25日     | 香港               | 中华人民共和国                   | 紅磡體育館 (9-25)                   |
| 1998年12月26日     | 香港               | 中华人民共和国                   | 紅磡體育館 (9-25)                   |
| 1998年12月27日     | 香港               | 中华人民共和国                   | 紅磡體育館 (9-25)                   |
| 1998年12月28日     | 香港               | 中华人民共和国                   | 紅磡體育館 (9-25)                   |
| 1998年12月29日     | 香港               | 中华人民共和国                   | 紅磡體育館 (9-25)                   |
| 1998年12月30日     | 香港               | 中华人民共和国                   | 紅磡體育館 (9-25)                   |
| 1998年12月31日     | 香港               | 中华人民共和国                   | 紅磡體育館 (9-25)                   |
| 1999年1月1日       | 香港               | 中华人民共和国                   | 紅磡體育館 (9-25)                   |
| 1999年1月2日       | 香港               | 中华人民共和国                   | 紅磡體育館 (9-25)                   |
| 1999年1月3日       | 香港               | 中华人民共和国                   | 紅磡體育館 (9-25)                   |
| 1999年1月4日       | 香港               | 中华人民共和国                   | 紅磡體育館 (9-25)                   |
| 1999年1月5日       | 香港               | 中华人民共和国                   | 紅磡體育館 (9-25)                   |
| 1999年1月6日       | 香港               | 中华人民共和国                   | 紅磡體育館 (9-25)                   |
| 1999年1月7日       | 香港               | 中华人民共和国                   | 紅磡體育館 (9-25)                   |
| 1999年1月8日       | 香港               | 中华人民共和国                   | 紅磡體育館 (9-25)                   |
| 1999年1月9日       | 香港               | 中华人民共和国                   | 紅磡體育館 (9-25)                   |
| 1999年1月22日      | 佛山               | 中华人民共和国                   | 南海體育場 (26)                     |
| 1999年1月31日      | 東莞               | 中华人民共和国                   | 東莞體育場 (27)                     |
| 1999年2月13日      | 新加坡             | 新加坡                           | 新加坡室內體育館 (28,29)            |
| 1999年2月14日      | 新加坡             | 新加坡                           | 新加坡室內體育館 (28,29)            |
| 1999年2月20日      | 拉斯維加斯         | 美国                             | MGM Grand Garden Arena (30)         |
| 1999年3月11日      | 東京               | 日本                             | 日本武道館 (31,32)                  |
| 1999年3月12日      | 東京               | 日本                             | 日本武道館 (31,32)                  |
| 第二階段：「精彩」 |                    |                                  |                                     |
| 1999年8月21日      | 吉隆坡             | 马来西亚                         | 亞通體育館 (33,34)                  |
| 1999年8月22日      | 吉隆坡             | 马来西亚                         | 亞通體育館 (33,34)                  |
| 1999年10月9日      | 珠海               | 中华人民共和国                   | 珠海體育中心體育場 (35)             |
| 2000年6月24日      | 南京               | 中华人民共和国                   | 五台山體育場 (36)                   |
| 2000年6月28日      | 墨爾本             |                                  | Melbourne Entertainment Centre (37) |
| 2000年6月30日      | 悉尼               | Sydney Entertainment Centre (38) |                                     |
| 2000年8月12日      | 寧波               | 中华人民共和国                   | 寧波體育場 (39)                     |
| 2000年8月19日      | 濟南               | 中华人民共和国                   | 山東省體育中心體育場 (40)           |
| 2000年9月9日       | 瀋陽               | 中华人民共和国                   | 瀋陽五里河體育場 (41)               |
| 2000年9月16日      | 溫州               | 中华人民共和国                   | 溫州體育中心體育場 (42)             |
| 2000年9月23日      | 長沙               | 中华人民共和国                   | 賀龍體育場 (43)                     |
| 2000年11月12日     | 台北               | 中華民國                         | 台北市立體育場 (44)                 |
| 2000年12月13日     | 武漢               | 中华人民共和国                   | 新華路體育中心體育場 (45)           |
| 2001年3月23日      | 重慶               | 中华人民共和国                   | 大田灣體育場 (46)                   |

## 全面體（6場）
| 日期           | 城市 | 國家／地區     | 場館                   |
| -------------- | ---- | -------------- | ---------------------- |
| 2001年9月7日   | 廣州 | 中华人民共和国 | 廣州體育館 (1,2)       |
| 2001年9月8日   | 廣州 | 中华人民共和国 | 廣州體育館 (1,2)       |
| 2001年9月22日  | 上海 | 中华人民共和国 | 虹口足球場 (3)         |
| 2001年10月30日 | 大阪 | 日本           | 日本大阪公园体育馆 (4) |
| 2001年11月1日  | 東京 | 日本           | 日本武道館 (5,6)       |
| 2001年11月2日  | 東京 | 日本           | 日本武道館 (5,6)       |

## 菲比尋常（16場）
| 日期           | 城市   | 國家／地區     | 場館                  |
| -------------- | ------ | -------------- | --------------------- |
| 2003年12月20日 | 香港   | 中华人民共和国 | 紅磡體育館 (1-8)      |
| 2003年12月21日 | 香港   | 中华人民共和国 | 紅磡體育館 (1-8)      |
| 2003年12月22日 | 香港   | 中华人民共和国 | 紅磡體育館 (1-8)      |
| 2003年12月23日 | 香港   | 中华人民共和国 | 紅磡體育館 (1-8)      |
| 2003年12月24日 | 香港   | 中华人民共和国 | 紅磡體育館 (1-8)      |
| 2003年12月25日 | 香港   | 中华人民共和国 | 紅磡體育館 (1-8)      |
| 2003年12月26日 | 香港   | 中华人民共和国 | 紅磡體育館 (1-8)      |
| 2003年12月27日 | 香港   | 中华人民共和国 | 紅磡體育館 (1-8)      |
| 2004年4月23日  | 吉隆坡 | 马来西亚       | 默迪卡體育場 (9)      |
| 2004年5月21日  | 上海   | 中国大陆       | 虹口體育場 (10)       |
| 2004年6月2日   | 新加坡 | 新加坡         | 新加坡室內體育館 (11) |
| 2004年6月18日  | 西安   | 中华人民共和国 | 陕西省体育场 (12)     |
| 2004年8月28日  | 北京   | 中华人民共和国 | 工人體育場 (13)       |
| 2004年9月30日  | 杭州   | 中华人民共和国 | 黃龍體育場 (14)       |
| 2004年11月27日 | 台北   | 中華民國       | 台北市立體育場 (15)   |
| 2005年1月8日   | 廣州   | 中华人民共和国 | 天河體育場 (16)       |

## 巡唱（46場）
| 日期           | 城市   | 國家／地區     | 場館                                 |
| -------------- | ------ | -------------- | ------------------------------------ |
| 2010年10月29日 | 北京   | 中华人民共和国 | 五棵松體育館 (1-5)                   |
| 2010年10月30日 | 北京   | 中华人民共和国 | 五棵松體育館 (1-5)                   |
| 2010年10月31日 | 北京   | 中华人民共和国 | 五棵松體育館 (1-5)                   |
| 2010年11月5日  | 北京   | 中华人民共和国 | 五棵松體育館 (1-5)                   |
| 2010年11月6日  | 北京   | 中华人民共和国 | 五棵松體育館 (1-5)                   |
| 2010年11月19日 | 上海   | 中华人民共和国 | 上海世博文化中心 (6-10)              |
| 2010年11月20日 | 上海   | 中华人民共和国 | 上海世博文化中心 (6-10)              |
| 2010年11月26日 | 上海   | 中华人民共和国 | 上海世博文化中心 (6-10)              |
| 2010年11月27日 | 上海   | 中华人民共和国 | 上海世博文化中心 (6-10)              |
| 2010年11月28日 | 上海   | 中华人民共和国 | 上海世博文化中心 (6-10)              |
| 2011年1月21日  | 台北   | 中華民國       | 台北小巨蛋 (11-13)                   |
| 2011年1月22日  | 台北   | 中華民國       | 台北小巨蛋 (11-13)                   |
| 2011年1月23日  | 台北   | 中華民國       | 台北小巨蛋 (11-13)                   |
| 2011年3月4日   | 香港   | 中华人民共和国 | 亞洲國際博覽館 (14-18)               |
| 2011年3月5日   | 香港   | 中华人民共和国 | 亞洲國際博覽館 (14-18)               |
| 2011年3月6日   | 香港   | 中华人民共和国 | 亞洲國際博覽館 (14-18)               |
| 2011年3月10日  | 香港   | 中华人民共和国 | 亞洲國際博覽館 (14-18)               |
| 2011年3月11日  | 香港   | 中华人民共和国 | 亞洲國際博覽館 (14-18)               |
| 2011年5月13日  | 广州   | 中华人民共和国 | 广州国际体育演艺中心 (19,20)         |
| 2011年5月14日  | 广州   | 中华人民共和国 | 广州国际体育演艺中心 (19,20)         |
| 2011年5月27日  | 南京   | 中华人民共和国 | 南京奥体中心体育馆 (21,22)           |
| 2011年5月28日  | 南京   | 中华人民共和国 | 南京奥体中心体育馆 (21,22)           |
| 2011年7月2日   | 长沙   | 中华人民共和国 | 湖南省国际会展中心 (23,24)           |
| 2011年7月3日   | 长沙   | 中华人民共和国 | 湖南省国际会展中心 (23,24)           |
| 2011年8月26日  | 武汉   | 中华人民共和国 | 武汉体育中心体育馆 (25,26)           |
| 2011年8月27日  | 武汉   | 中华人民共和国 | 武汉体育中心体育馆 (25,26)           |
| 2011年10月29日 | 新加坡 | 新加坡         | 新加坡室内体育馆 (27)                |
| 2011年11月6日  | 吉隆坡 | 马来西亚       | 武吉加里爾國家體育館 (28)            |
| 2011年11月26日 | 哈尔滨 | 中华人民共和国 | 哈尔滨国际会展中心体育馆 (29,30)     |
| 2011年11月27日 | 哈尔滨 | 中华人民共和国 | 哈尔滨国际会展中心体育馆 (29,30)     |
| 2011年12月9日  | 成都   | 中华人民共和国 | 成都体育中心（内场） (31,32)         |
| 2011年12月10日 | 成都   | 中华人民共和国 | 成都体育中心（内场） (31,32)         |
| 2011年12月23日 | 西安   | 中华人民共和国 | 曲江國際會展中心 (33,34)             |
| 2011年12月24日 | 西安   | 中华人民共和国 | 曲江國際會展中心 (33,34)             |
| 2012年2月18日  | 重庆   | 中华人民共和国 | 重庆奥体中心体育场（内场） (35,36)   |
| 2012年2月19日  | 重庆   | 中华人民共和国 | 重庆奥体中心体育场（内场） (35,36)   |
| 2012年3月31日  | 昆明   | 中华人民共和国 | 新亚洲体育城（内场） (37,38)         |
| 2012年4月1日   | 昆明   | 中华人民共和国 | 新亚洲体育城（内场） (37,38)         |
| 2012年4月20日  | 厦门   | 中华人民共和国 | 国际会议展览中心（内场） (39,40)     |
| 2012年4月21日  | 厦门   | 中华人民共和国 | 国际会议展览中心（内场） (39,40)     |
| 2012年5月12日  | 大连   | 中华人民共和国 | 金石滩金石文化广场（内场） (41,42)   |
| 2012年5月13日  | 大连   | 中华人民共和国 | 金石滩金石文化广场（内场） (41,42)   |
| 2012年5月23日  | 合肥   | 中华人民共和国 | 濱湖國際會展中心主展館 (43,44)       |
| 2012年5月24日  | 合肥   | 中华人民共和国 | 濱湖國際會展中心主展館 (43,44)       |
| 2012年6月8日   | 郑州   | 中华人民共和国 | 河南省体育中心体育场（内场） (45,46) |
| 2012年6月9日   | 郑州   | 中华人民共和国 | 河南省体育中心体育场（内场） (45,46) |

## 其他演唱會
| 時間           | 城市 | 國家／地區     | 場館                  | 表演名稱                     |
| 1993年9月15日  | 香港 | 英国           | 紅磡體育館            | 王靖雯Satchi香港演唱會       |
| 1994年7月27日  | 香港 | 英国           | 大專會堂              | 胡思亂想音樂會               |
| 1998年9月29日  | 香港 | 中华人民共和国 |                       | 好友音樂會                   |
| 1999年11月25日 | 香港 | 中华人民共和国 |                       | 99拉闊音樂會                 |
| 2001年10月24日 | 高雄 | 中華民國       | 市立文化中心前廣場    | 菲愛不可 萬人握手會          |
| 2001年11月18日 | 台北 | 中華民國       | 南港101               | 樂壇之王‧氣勢菲凡 萬人簽唱會 |
| 2016年12月30日 | 上海 | 中华人民共和国 | 梅赛德斯-奔驰文化中心 | 幻樂一場                     |